# Ел Дорадо Хилс (Калифорнија)
Ел Дорадо Хилс (енгл. El Dorado Hills) насељено је место без административног статуса у америчкој савезној држави Калифорнија.

## Демографија
По попису из 2010. године број становника је 42.108, што је 24.092 (133,7%) становника више него 2000. године.
| Група             | 2000.          | 2010.          |
| Белци             | 15.665 (87,0%) | 32.481 (77,1%) |
| Афроамериканци    | 139 (0,8%)     | 615 (1,5%)     |
| Азијати           | 740 (4,1%)     | 3.563 (8,5%)   |
| Хиспаноамериканци | 896 (5,0%)     | 3.802 (9,0%)   |
| Укупно            | 18.016         | 42.108         |